# Південне водосховище
Півде́нне водосхо́вище — водосховище на сході центральної частини Криворіжжя, у балках Тарановій й Чебанці (басейн річки Кам'янки). Утворене у 1961 році для накопичення дніпровської води, яка подається до нього каналом Дніпро — Кривий Ріг. Призначено для питних й побутових цілей, зрошення сільськогосподарських угідь (близько 2 тис. га) та розведення промислових порід риб. Єдине водоймище на Криворіжжі, яке наповнюється водою з річки Дніпра, що не тече через регіон.
Площа водосховища — 12,1 км², повний об'єм — 57,3 млн м³ (корисний об'єм — 26,5 млн м³).
Глибини водосховища: середня — 5,1 м, максимальна — 26,0 м. Довжина водоймища — 18,7 км, середня ширина — 0,6 км, максимальна — до 1,15 км.

## Російсько-українська війна
6 червня 2023 року російські окупанти підірвали Каховську ГЕС внаслідок чого затопило населені пункти, які знаходяться вздовж річки Дніпро у Херсонській та Миколаївській областях та обміління Каховського водосховища у Дніпропетровській та Запорізькій областях, через яке припинила надходити вода з Каховського водосховища до Південного водосховища. В результаті без водопостачання залишилися Кривий Ріг, Нікополь, Марганець, Покров та частина Криворізького і Нікопольського районів.
16 червня 2023 року розпочалось будівництво каналу «Інгулець — Південне водосховище», який має на меті забезпечити мешканців регіону водою.